# Glyphijulus magnus
Glyphijulus magnus är en mångfotingart som beskrevs av Karsch 1881. Glyphijulus magnus ingår i släktet Glyphijulus och familjen Glyphiulidae. Inga underarter finns listade i Catalogue of Life.